# Robert Christian Avé-Lallemant
Robert Christian Barthold Avé-Lallemant (25 de julio de 1812 - 10 de octubre de 1884) fue un médico y explorador alemán, nacido en Lübeck. 

## Biografía
Era hijo de dos profesores de música Jacob Heinrich Avé-Lallemant e Friederike Marie Canier y hermano del criminólogo Friedrich Christian Benedict Avé-Lallemant (1809-1892) y del crítico musical Theodore Avé-Lallemant (1806-1890).
Empezó sus estudios de medicina en Berlín, continuándolos en la Universidad de Heidelberg, Obteniendo el doctorado en la Universidad de Kiel. En 1836 se trasladó a Brasil, donde ejercería como director de un sanatorio para enfermos de fiebre amarilla en Río de Janeiro. En 1855 regresó a Alemania, y se alistó en Austria como médico de la Expedición Novara con una recomendación especial de Alexander von Humboldt. Abandonó la expedición en 1857, en Río de Janeiro después de cruzar el Atlántico.  Avé-Lallemant encontró trabajo como médico en el Fremdenhospital de Río de Janeiro, pero poco después comenzó su actividad de exploración científica del interior del país. Durante su segunda estancia en Brasil. pasó dos años realizando intensas exploraciones del país, con el apoyo del emperador Pedro II.
En 1859 regresó a Lübeck, donde ejerció como médico y escribiendo numerosos libros. Publicó varios libros sobre sus experiencias en Brasil, que incluyen sus dos obras más importantes; Reise durch Süd-Brasilien im Jahre 1858 (Viaje por el sur de Brasil, en 1858) y Reise durch Nord-Brasilien im Jahre 1859 (Viaje por el norte de Brasil en 1859). En 1882 publicó un libro sobre la vida del erudito Joachim Jungius, titulado Das Leben des Dr. med. Joachim Jungius 1587-1657.

## Obra
- Das gelbe Fieber, nach dessen geographischer Verbreitung, Ursachen, Verschleppbarkeit ... und anderen wissenschaftlichen Beziehungen. Breslau: Hirt 1857

- Reise durch Süd-Brasilien im Jahre 1858. 2 v. 1859.

- Reise durch Nord-Brasilien im Jahre 1859. 2 v. 1860.

- Des Dr. Joachim Jungius aus Lübeck Briefwechsel: mit seinem Schülern und Freunden. Lübeck: Asschenfeldt 1863

- Anson. Altona: Mentzel 1868

- Meine Reise in Egypten und Unter-Italien. Leipzig (2) 1875.

- Das Leben des Dr. med. Joachim Jungius 1587-1657. 1882.

- Wanderung durch die Pflanzenwelt der Tropen. 1880.